# Dänisches Industriemuseum

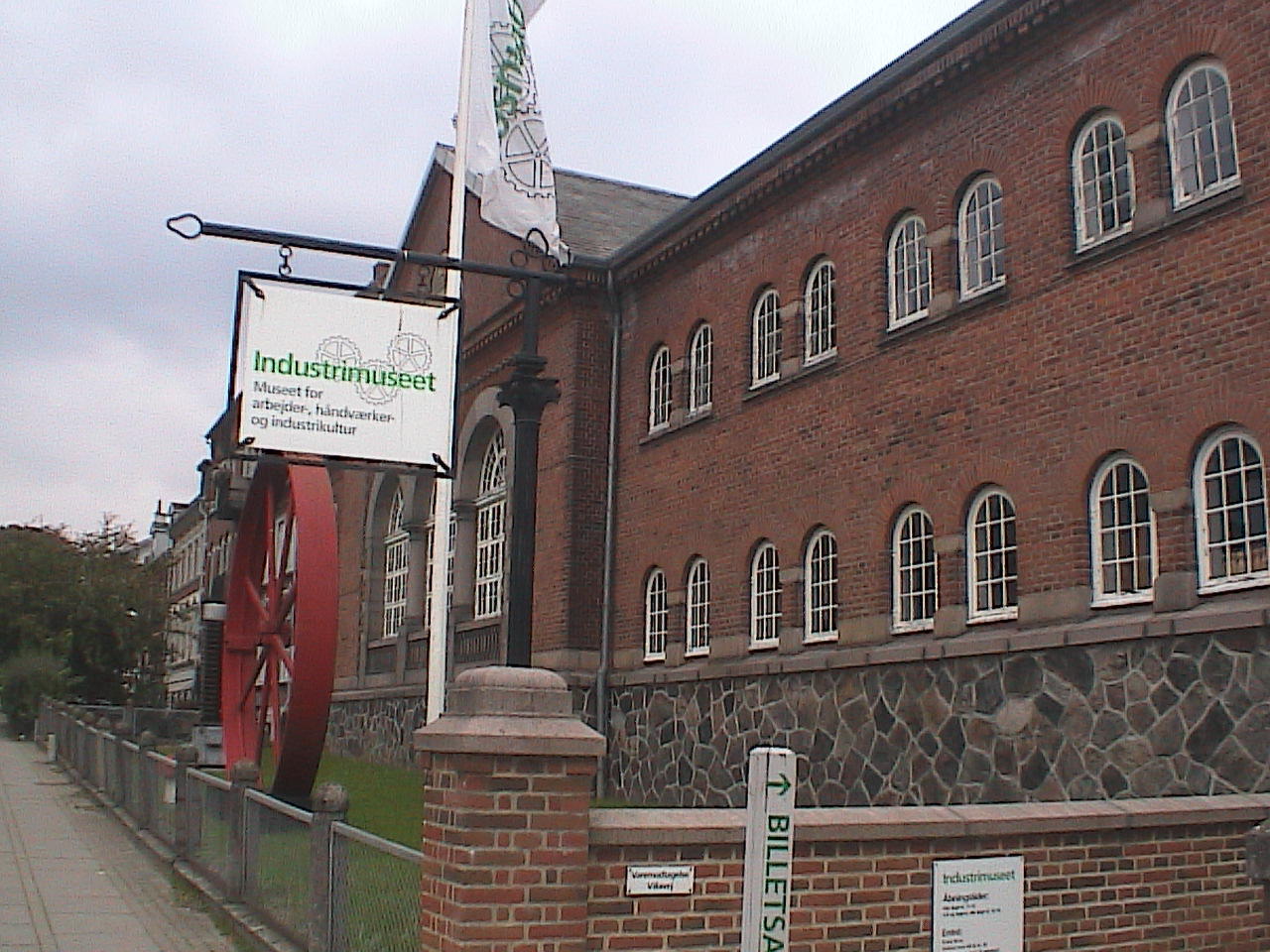
Eingangsbereich

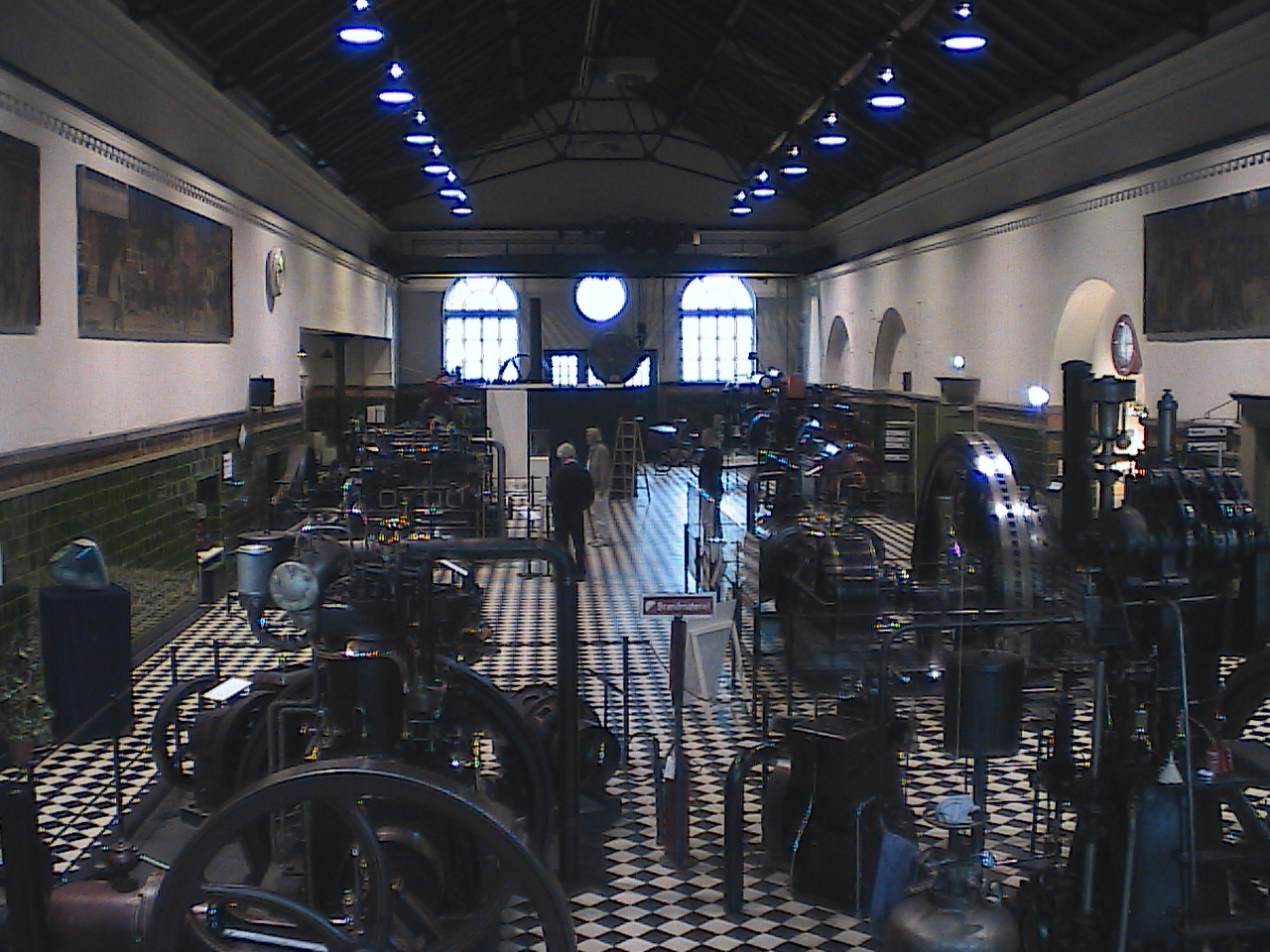
Maschinenhalle

Das 1977 eröffnete Dänische Industriemuseum befindet sich in
Horsens auf dem Gelände eines ehemaligen Elektrizitäts- und Gaswerks. Gezeigt wird eine sehr umfangreiche Ausstellung zur Industrie- und Arbeitskultur in Dänemark ab 1850. In der Haupthalle befinden sich funktionsfähige Dieselmotoren verschiedener Größen und die Schalttafel des ehemaligen Elektrizitätswerks.
In den weiteren Räumen werden Ausstellungen zu folgenden Techniken gezeigt: Steindruck, Buchdruck, Drucksatz mit Linotype-Setzmaschinen, Bierbrauen, Buchbinden, Tabakanbau und Zigarrenherstellung sowie Holzschuhherstellung. Vorhanden ist im Obergeschoss eine vollständig eingerichtete Museumsstraße mit nachgebauten Geschäften, wie sie in Dänemark in den 1950er Jahren ausgesehen haben: Metzgerei, Friseur, Bekleidungsgeschäft und Radiohändler. Eine alte Telefonzentrale für Handvermittlung mit einigen angeschlossenen Apparaten ist betriebsbereit und kann vom Besucher ausprobiert werden.
Im Außenbereich ist eine funktionsfähige  Schmiede vorhanden, die an den Öffnungstagen normalerweise angeheizt wird. Ferner sind zwei kleine ehemalige Arbeiterwohnhäuser so eingerichtet, dass jede Etage die Einrichtungsgegenstände der verschiedenen Epochen von 1850 bis 1998 zeigt.
Es gibt zwei Außenhallen: Eine mit etwa zwei Dutzend Pferdefuhrwerken und eine weitere Halle für Wechselausstellungen.